# 11086 Nagatayuji
11086 Nagatayuji eller 1993 TC1 är en asteroid i huvudbältet som upptäcktes den 11 oktober 1993 av de båda japanska astronomerna Kazuro Watanabe och Kin Endate vid Kitami-observatoriet. Den är uppkallad efter Yuji Nagata.
Asteroiden har en diameter på ungefär 6 kilometer.